# جريدة سورية الجديدة
جريدة سورية الجديدة (1918-1926)، صحيفة يومية سياسية كانت تصدر في دمشق خلال سنوات حكم الملك فيصل الأول وفي البدايات الحكم الفرنسي في سورية. كان رئيس تحريرها الصحفي حبيب كحّالة، الذي اشتهر لاحقاً عبر مجلة المضحك المبكي من نهاية العشرينيات وحتى مطلع الستينيات.
صدر العدد الأول من جريدة سورية الجديدة يوم 27 كانون الأول 1918، بعد شهرين فقط من تحرير البلاد من الحكم العثماني ومبايعة الأمير فيصل بن الحسين حاكماً عربياً على سورية. أُسست من قبل توفيق يازجي وحبيب كحّالة، وكانت تصدر بأربع صفحات من القطع الصغير في كل أيام الأسبوع عدا يوم الأحد. وجمعت بين أفراد أسرتها عدداً من الصحفيين اللامعين، كان أبرزهم نصوح بابيل، الذي عرف لاحقاً بجريدة الأيام اليومية.
توقفت جريدة سورية الجديدة عن الصدور عام 1926 بسبب موقفها الداعم للثورة السورية الكبرى، حيث تم إغلاق مكتبها والحجز على موجوداته من قبل سلطة الانتداب الفرنسي. فضّل حبيب كحّالة العودة إلى جمهوره بمطبوعة جديدة، حملت اسم مجلة المضحك المبكي التي ظهرت بعد انتهاء الثورة عام 1929.